# Синявський Антін Степанович
Анті́н Степа́нович Синя́вський (12 липня 1866 — 2 лютого 1951) — український політичний і громадський діяч, економіко-географ, історик, економіст, педагог, доктор географічних наук, професор Київського університету.

## Життєпис
Антін Степанович Синявський народився 12 липня 1866 року в Білій Церкві (за іншими даними — в селі Веприк) Київської губернії. Походив зі старого священицького роду. Батько Стефаній (1831 — 1927) — протоієрей, магістр теології. Мати Катерина (1846 — 1931).
Синявський здобув освіту в Києві: у 1876—1885 роках навчався в першій гімназії, у 1885—1889 роках — на історико-філологічному факультеті університету святого Володимира. В університеті зблизився з Володимиром Антоновичем, під його впливом захопився історією, археологією.
В університеті Синявський захопився ідеями Михайла Драгоманова, що позначилося на подальшому житті історика. В серпні 1889 року київських драгомановців заарештували. Хоч це не завадило Синявському отримати диплом про закінчення університету, однак працювати за фахом він не міг. У листопаді 1889 року Синявського відправили на заслання до Шенкурська, та за клопотанням київських професорів Володимира Антоновича та Володимира Іконникова до голови Російського археологічного товариства графа Уварова, строк заслання було скорочено для закінчення освіти. Після невдалої спроби закінчити університет у Москві, Синявський переїхав до Одеси. Склавши іспит із природничих наук у Новоросійському університеті, Синявський отримав звання вчителя гімназії з географії. З 1893 року — лектор Одеської військової школи, з 1894 року — лектор Вищих жіночих курсів та приват-доцент Новоросійського університету. Магістерська дисертація 1898 року захищена у Варшавському університеті, отримав ад'юнкт-доцентуру гірничої статистики. З 1899 року директор комерційних шкіл Міністерства фінансів у Лодзі.
По закінченні Київського університету (працював під проводом В. Антоновича), продовжував студії в Одеському університеті і за кордоном (Німеччина). Автор історичної концепції про перетікання політичної спадщини Київського князівства до Галицько-Волинської держави. 
Член Одеської Громади, мав зв'язки з Галичиною (зокрема з Іваном Франком) і під різними псевдонімами (Катран А., Скраглюк X. та ін.) друкував статті в галицьких періодичних виданнях 1890-х років («Народ», «Зоря» тощо). Був учасником літературного гуртка «Плеяда».
З початку 1901 й по 1918 рік у Катеринославі — директор Комерційної школи, асистент, доцент гірничої статистики, з 1910 року професор Гірничого інституту. Заступник голови Катеринославської Вченої Архівної Комісії та ред. її «Летописи» (1-Х, 1904-15), у якій містив свої праці з історії та археології Півдня України. Був двічі одружений. Першим шлюбом (з 1894 р.) з нігілісткою Зінаїдою Віталіївною Зорич. Другим шлюбом (з 1908 р.) з дворянкою Ніною Григорівною Гаркушевською, з якою мав двох доньок - Ніну (1909 - 2000) та Катерину (1911 - 1975). 
У 1910 р. за ініціативи товариства допомоги незаможним учням Катеринославської комерційної школи в сучасних межах Севастополя було збудовано та названо на честь Антона Синявського дачний санаторій для канікулярного відпочинку та оздоровлення школярів.
У 1918—1919 роках — директор Департаменту середніх шкіл Міністерства народної освіти України. У своїх спогадах Євген Чикаленко зазначав, що за часів Української Держави кандидатура Синявського висувалася представниками національної інтелігенції на посаду міністра освіти в уряді Павла Скоропадського — з огляду на те, що він «в самі тяжкі часи провадив українську лінію». Проте зазначену посаду отримав Петро Дорошенко, якого Чикаленко назвав «особистим приятелем гетьмана».
Разом з урядом Директорії Синявський залишив Київ на початку 1919 року. 27 лютого 1919 року, разом із літературознавцем Леонідом Білецьким та мистецтвознавцем Володимиром Січинським, виступив на відкритті Українського клубу в Кам'янці-Подільському. Там же він короткий час працював в Українському університеті завідувачем кафедри політекономії.
У 1920-х роках професор і завідувач кафедри економіки, географії та світового господарства Інституту зовнішніх відносин, співробітнк кафедр сільського господарства Інституту народної освіти у Києві (викладав економічну географію, статистику й інші предмети), науковий співробітник УАН (працював в Історичній секції, Комісії сходознавства і Комісії Дніпрельстану — був її керівником).
1933 року Синявський виїхав на Далекий Схід, спочатку у 1931—1934 роках завідувач кафедри економічної географії Українського відділення Благовіщенського агропедінституту, а після закриття українського відділення — переїхав до Владивостока й очолив кафедру фізичної географії Владивостоцького педагогічного інституту. Восени 1934 року Синявський — завідувач новоствореної кафедри географії, професор Сталінградського педагогічного інституту, від грудня 1936 року — завідувач кафедри фізичної географії Кримського педагогічного інституту, від серпня 1939 року до 1942 року професор Кабардино-Балкарського педагогічного інституту Нальчика.
Під час війни Синявський повернувся до окупованого Києва, а 1943 року виїхав до Кракова і Львова, де зустрічався з митрополитом Шептицьким.
Далі Синявський послідовно професор Сімферопольського педінституту (1944), університету в Ростові-на-Дону (1944—1946), Чернівецького університету (1946—1948), Кіровоградського педінституту (1948—1949), Краснодарського педінституту (1949—1950), ректором якого на той час був український педагог Олександр Карпеко.
Наприкінці 1950 року Синявський вийшов на пенсію і переїхав до Сімферополя. Помер на початку 1951 року. 1987 року, у зв'язку з ліквідацією Староруського кладовища в Сімферополі, останки Синявського перевіз і поховав на Лісовому кладовищі у Києві онук Олександр Синявський (син Катерини Антонівни).

## Наукові праці
Фахівець у галузі розвитку теорії економічного районування. Сфера наукових досліджень: географічні проблеми України. Новатор у геополітичних дослідженнях української економіки. Автор близько 150 наукових праць. Основні праці:
1. (рос.) История всемирной торговли в связи с промышленностью. — К., 1896. Ч.1. (в соавторстве).
2. Україна і Близький Схід у світі геополітики (Проблема торговельних зв'язків). — К., 1927.
3. Сучасна економіка Єгипту в зв'язку з розвитком українсько-єгипетської торгівлі. — К., 1929.
4. Економічний район та економічний ландшафт.
5. (рос.) Украинская спиртовая промышленность и восточные рынки.

- У 1918 р. спільно з літературознавцем Миколою Плевако Синявський зредагував і видав у харківському видавництві «Українська книжка» поему Т. Шевченка «Гайдамаки».[5]
- Досліди й спогади про революційні події 1905 р. в Катеринославі, про В. Антоновича, П. Тутківського, Л. Добровольського, Д. Сигаревича та ін.
- Статті і рецензії в економічних й інших журналах — українських, російських та (до 1917 року) закордонних (зокрема польських і німецьких).

## Вшановування пам'яті
- На фасаді будинку колишнього Комерційного училища у Дніпропетровську встановлено пам'ятну дошку на честь учених: А. Синявського, Д.Дорошенка, Д. Яворницького. Ім'я А. Синявського носять вулиці у Львові, Дніпропетровську і Чернівцях .